# Publius Annius Florus
Publius Annius Florus , var en romersk författare under 100-talet e.Kr.
Florus föddes i Afrika, verkade som lärare i vältalighet i Tarraco under kejsar Trajanus tid, och skrev i Rom under Hadrianus Bellorum romanorum libri II, kallad Epitoma de Tito Livio, en föga pålitlig historia om Roms krig till och med Augustus. Florus stil är starkt retorisk och jagar efter överraskande uttryck. Han anses även vara författare till en disputation om huruvida Vergilius varit störst som talare eller som poet.